# Gro Espeseth
Gro Espeseth, född den 30 oktober 1972 i Stord, Norge, är en norsk fotbollsspelare. Vid fotbollsturneringen under OS 2000 i Sydney deltog hon i det norska lag som tog guld.